# Amelberga van Temse
De heilige Amelberga van Temse († Temse, ca. 772; Amalia, Amelberga) was een Lotharingse edelvrouw die als heilige wordt vereerd in de Katholieke Kerk en Oosters-orthodoxe Kerk.

## Leven
Amelberga zou uit het huis der Pippiniden stammen en door haar tante Landrada zijn opgevoed in het klooster van Munsterbilzen (daarom ook soms Amalberga van Munsterbilzen genoemd). 
Volgens haar vita zou zij ten huwelijk gevraagd zijn door 'Karolus' (de latere Karel de Grote) maar weigerde. Volgens de vita zou haar aanbidder haar arm hebben gebroken.
Vanaf de optekening van de 11e-eeuwse vita worden aan Amelberga enkele wonderen verbonden. Zij zou mensen gered hebben van reusachtige vissen die opstegen uit de Zenne te Vilvoorde en later ook uit de Schelde te Temse. Zij verhinderde dat een zwerm wilde ganzen de zaden pikten op haar akkerland te Mater. Een grote vis zou haar hebben aangeboden om haar op zijn rug over de Schelde te brengen.
Omstreeks 770 zou ze de Onze-Lieve-Vrouwekerk in Temse hebben gesticht, waar men ook haar grafsteen terugvindt.
Na haar overlijden, voer haar kist op het water zonder roeiers, onder begeleiding van gelijkaardige reusachtige vissen. In de iconografie is haar attribuut dan ook een reusachtige vis (volgens jongere tradities zou dit een steur zijn).
Mogelijk reeds in 864, ten laatste in 1031 werden haar stoffelijke resten naar de Sint-Pietersabdij in Gent overgebracht.

## Cultus
Elk jaar gaat men in Temse nog steeds de Wegom: een bedevaart van 23 km langsheen de oude grenzen van de parochie Temse waar op verschillende plaatsen kapelletjes staan (acht ter ere van de Heilige Amelberga van Temse en één ter ere van Onze-Lieve-Vrouw van VII Weeën). De bedevaart wordt gegaan op de zaterdag voor Pinksteren en op Pinkstermaandag in de vroege ochtend. Op deze dag draagt men ook de relieken van de H. Amelberga mee. Op de zaterdag van het laatste weekend van september gaat men de derde keer de Wegom.
Ook in Mater (aan de Sint-Amelbergakapel) wordt zij nog steeds vereerd met een paardenprocessie die jaarlijks plaatsvindt op 10 juli.

## Hagiografie
Het heiligenverhaal van Sinte-Amalberge is nauw verbonden met een hagiografische traditie binnen de Gentse Sint-Pietersabdij.
- Uit de 10e eeuw: vita opgetekend door bisschop Radbod van Utrecht.[4] In deze versie is nog geen sprake van de Pippinidische afstamming of mirakelverhalen.
- Uit de 11e eeuw, wellicht tussen 1055-1058: herwerking van de 10e-eeuwse vita door Goscelin van Sint-Bertijns, een Brabantse monnik met standplaats in de Sint-Bertijnsabdij in Sint-Omaars, die vervolgens naar Zuid-Engeland (Ramsbury en Canterbury) trok en beroemd werd als auteur van vele Angelsaksische heiligenverhalen.

## Galerij

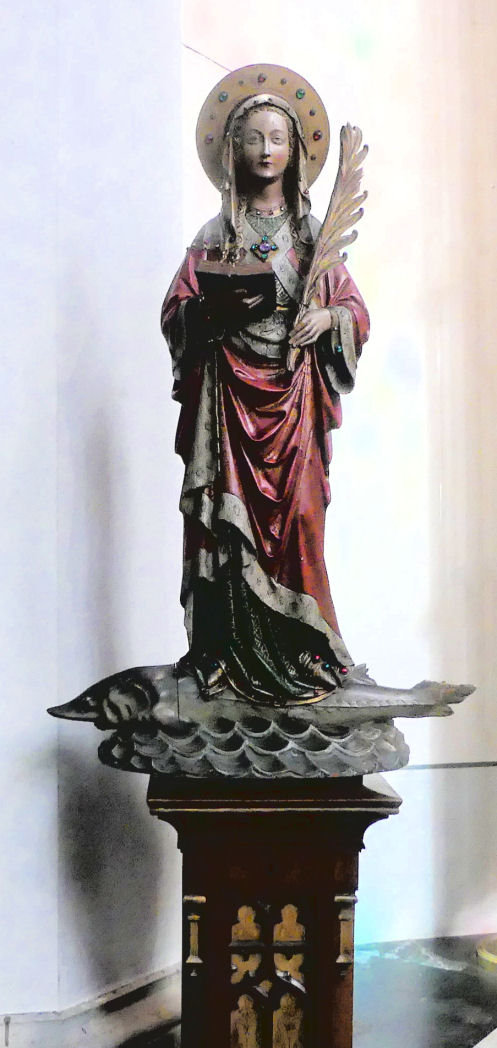
Beeld in kerk te Temse
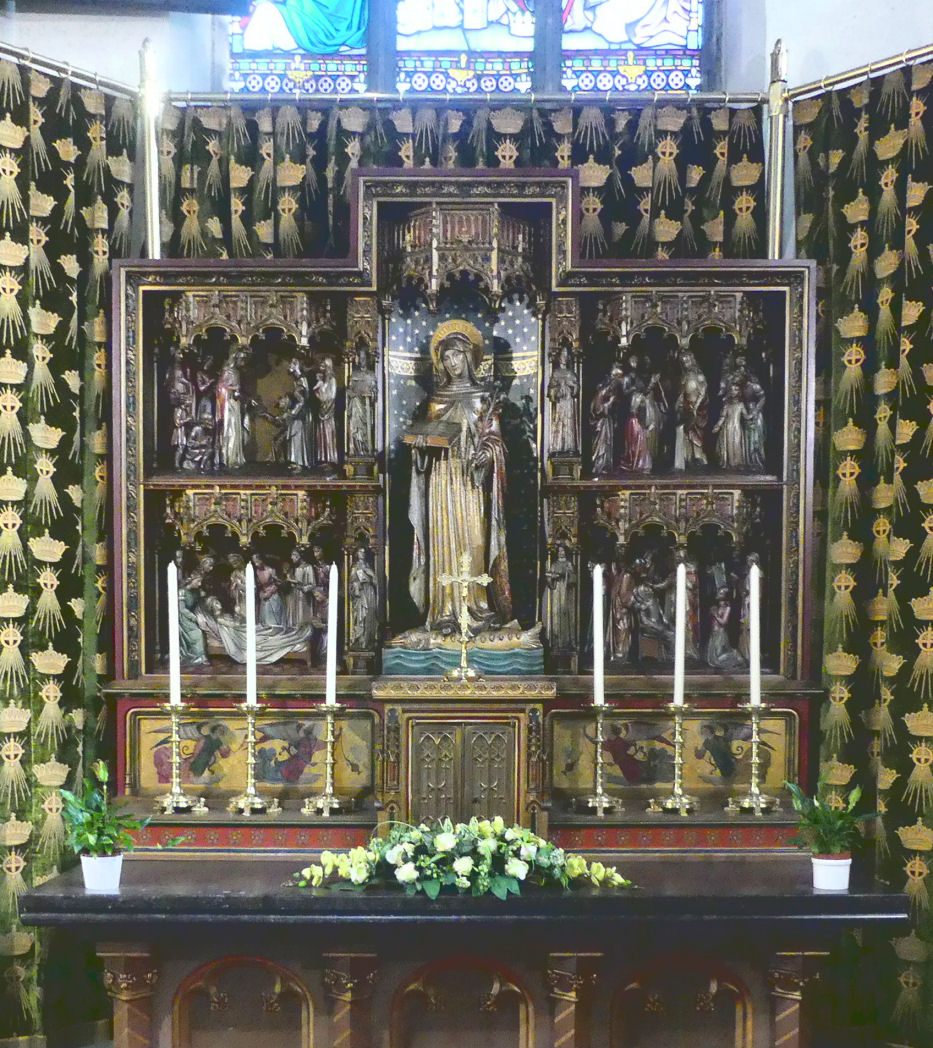
Neogotisch zijaltaar van de Heilige Amelberga, Temse
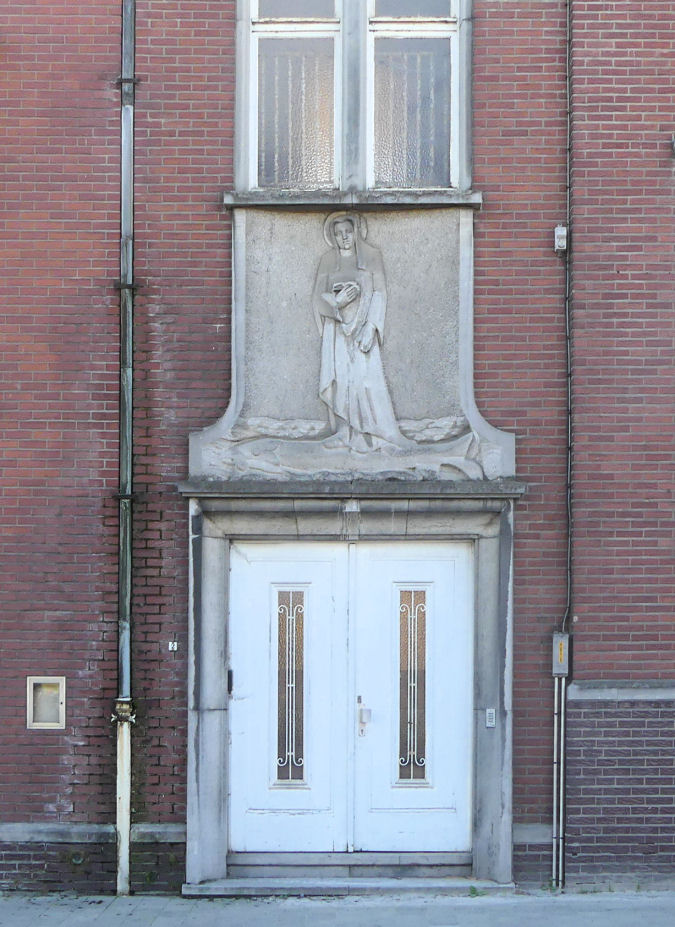
H. Amelberga, arduinen bas-reliëf door steenhouwer Werner Heyndrickx
Amelberga en haar steur in het wapen van Zandhoven

## Tekstedities
- Goscelin van Sint-Bertijns, Vita sanctae Amalbergae virginis.

## Varia
- Bij Koninklijk Besluit van 29 augustus 1842 werd aan Zandhoven een gemeentewapen toegekend. Als schildhouder koos men een "Sint-Amelberga van natuurlijke kleur, staande op een steur van sinopel".
- Een zeldzaam beeld van haar staat in het Taxandriamuseum te Turnhout.

## Aan haar gewijde kerken
Amelberga is de patroonheilige van:
- Sint-Amelbergakerk van Bossuit
- Sint-Amelbergakerk van Zandhoven[5]
- Sint-Amelbergakerk van Wechelderzande.[6]